# PalaSele
Il Palasele è un palazzetto dello sport della città di Eboli.

## Caratteristiche
È situato in via Serracapilli, nelle vicinanze dello Stadio José Guimarães Dirceu utilizzato dalla principale squadra di calcio locale, l'Academy Ebolitana.
Il Palasele è il più grande palazzetto della Campania, infatti con i suoi 8 000 posti a sedere è in grado di ospitare eventi e manifestazioni a carattere nazionale ed internazionale.

## Utilizzo
La struttura è utilizzata ordinariamente anche per attività sportive locali come judo, pugilato, hockey su pista, pallavolo, basket e danza sportiva.
Ogni anno, di solito la seconda settimana di settembre, l'impianto ospita la fiera campionaria locale dove vengono esposte ultime tecnologie innovative di ogni settore.
Sabato 15 dicembre 2001 il PalaSele è stato protagonista della dodicesima puntata, della seconda edizione, del programma Torno Sabato...la lotteria di Giorgio Panariello.
Il 4 giugno 2004 il PalaSele ha ospitato una partita del girone eliminatorio della World League della nazionale di pallavolo maschile, Italia Vs Cina terminato con il risultato di 3 a 0 a favore degli azzurri.
Nel 2009 vi si è svolta la Final Eight di Coppa Italia di pallavolo femminile 2008-2009.
Dal 3 al 14 luglio 2019 il PalaSele ha ospitato alcune gare di qualificazione e le finali di pallavolo maschile e femminile della XXX Universiade.

### Concerti
Sia per la capienza che per l'acustica il PalaSele è inserito spesso nelle date dei concerti e spettacoli di alcuni dei più importanti cantanti italiani, come ad esempio:
Renato Zero18 e 19 gennaio 2020 - Zero il Folle.
19 e 20 gennaio 2017 - Alt in Tour.
sabato 9 novembre 2013 - Amo Tour 2013.
giovedì 19 novembre 2009 - ZeroNove Tour.
Eros Ramazzottivenerdì 6 dicembre 2019 - World Tour 2019.
martedì 1 marzo 2016 - Perfetto World Tour.
Marco Mengonimercoledì 5 novembre 2025 - Marco Mengoni: Live in Europe 2025.
martedì 4 novembre 2025 - Marco Mengoni: Live in Europe 2025.
domenica 2 novembre 2025 - Marco Mengoni: Live in Europe 2025.
giovedì 27 ottobre 2022 - Mengoni Live 2022.
domenica 24 novembre 2019 - Atlantico Tour 2019.
sabato 18 maggio 2019 - Atlantico Tour 2019.
martedì 17 maggio 2016 - Mengoni Live 2016.
Alessandra Amorososabato 4 maggio 2019 - 10 Tour 2019.
sabato 23 marzo 2019 - 10 Tour 2019.
sabato 2 aprile 2011 - Il Mondo in un Secondo Tour 2011.
Ultimosabato 27 aprile 2019 - Colpa delle Favole Tour.
Fedezsabato 30 marzo 2019 - Paranoia Airlines Tour 2019.
Thegiornalistivenerdì 28 marzo 2019 - Love Tour 2019.
Negramarolunedì 11 marzo 2019 - Amore che torni Tour 2019.
giovedì 13 dicembre 2018 - Amore che Torni Tour indoor 2018.
sabato 5 dicembre 2015 - La Rivoluzione Sta Arrivando Tour 2015.
martedì 3 dicembre 2013 - Una Storia Semplice Tour 2013.
sabato 12 novembre 2011 - Casa 69 Tour.
mercoledì 19 novembre 2008 - La Finestra Tour 2008.
Emmalunedì 18 febbraio 2019 - Essere Qui Tour.
martedì 4 ottobre 2016 - Adesso Tour 2016.
martedì 20 novembre 2012 - Sarò Libera Tour 2012.
Cesare Cremoninimercoledì 5 dicembre 2018 - Cremonini Live 2018.
giovedì 5 novembre 2015 - Più Che Logico Tour 2015.
Claudio Baglionisabato 10 e domenica 11 novembre 2018 - 50 al Centro tour 2018.
sabato 22 novembre 2014 - Convoi Retour 2014.
sabato 15 marzo 2014 - Convoi Retour 2014.
Laura Pausinimartedì 26 e mercoledì 27 dicembre 2023 - World Tour 2023-2024.
sabato 3 e domenica 4 novembre 2018 - Fatti Sentire WorldWide Tour 2018.
giovedì 3 dicembre 2009 - Laura Pausini World Tour 2009.
giovedì 19 marzo 2009 - Primavera in Anticipo Tour 2009.
Jovanotti25, 26 e 28 maggio 2018 - Lorenzo Live 2018.
Gianna Nanninigiovedì 19 aprile 2018 - Fenomenale il Tour.
giovedì 12 maggio 2011 - Io e Te Tour 2011.
mercoledì 28 ottobre 2009 - Giannadream Tour 2009.
Gianni Morandimartedì 28 marzo 2023 - Go Gianni Go! Tour 2023.
lunedì 12 marzo 2018 - D'Amore D'Autore Tour 2018.
Zucchero Fornaciarigiovedì 8 marzo 2018 - Wanted Italian Tour 2018.
giovedì 17 novembre 2011 - Chocabeck World Tour 2011.
sabato 13 dicembre 2008 - Live In Italy Tour 2008.
Nek, Max Pezzali e Francesco Renga31 gennaio 2018 - Nek Max e Renga Il Tour.
Biagio Antonacci13 e 14 gennaio 2018 - Biagio Antonacci Tour 2018.
venerdì 10 aprile 2015 - L'Amore Comporta Tour 2015.
martedì 11 novembre 2014 - L'Amore Comporta Tour 2014.
martedì 16 ottobre 2012 - Biagio Antonacci Tour 2012.
mercoledì 9 maggio 2012 - Biagio Antonacci Tour 2012.
martedì 31 marzo 2009 - Il Cielo ha una porta sola Tour 2009.
giovedì 20 dicembre 2007 - Vicky Love Tour.
Giorgiasabato 2 dicembre 2023 - Blue Live Palasport.
domenica 9 aprile 2017 - Oronero Tour 2017.
venerdì 20 aprile 2012 - Dietro Le Apparenze Tour 2012.
Ligabuelunedì 27 febbraio 2017 - Made In Italy Palasport 2017.
Modàmercoledì 23 novembre 2016 - Palasport 2016.
giovedì 17 ottobre 2013 - Gioia Tour 2013.
giovedì 20 ottobre 2011 - Viva i Romantici Tour 2011.
Pooh28 e 29 ottobre 2016 - Reunion Palasport.
25 novembre 2010 - Dove Comincia il Sole Tour.
Claudio Baglioni e Gianni Morandilunedì 14 marzo 2016 - Capitani Coraggiosi Il Tour.
Tiziano Ferromartedì 24 novembre 2015 - European Tour 2015.
domenica 15 aprile 2012 - L'Amore è una Cosa Semplice Tour 2012.
Max Pezzalimartedì 20 ottobre 2015 - Live 2015.
Massimo Ranierivenerdì 15 marzo 2013 - Sogno e son desto.
sabato 9 maggio 2009 - Canto perché non so nuotare...da 40 anni.
Gigi D'Alessiomartedì 20 novembre 2012 - Chiaro Tour 2012.
10 dicembre 2009 - World Tour 2009.
giovedì 15 marzo 2007 - Made in Italy Tour 2007.
Elisavenerdì 6 maggio 2011 - Ivy I&II Tour 2011.
Lucio Dalla e Francesco De Gregorimercoledì 15 dicembre 2010 - DallaDeGregori Work in Progress.
Renzo Arboresabato 6 marzo 2010 - Renzo Arbore e L'Orchestra Italiana.
Altri importanti artisti che si sono esibiti al PalaSele sono: Edoardo Bennato, Arisa, Peppino Di Capri, Pino Daniele, Fabrizio Moro, Annalisa, Elodie, Clementino, Francesco Gabbani, Al Bano, Rocco Hunt, Il Volo, Blanco, Noemi e Francesca Michielin.